# 慶應義塾湘南藤沢中等部・高等部
慶應義塾湘南藤沢中等部・高等部（けいおうぎじゅく しょうなんふじさわちゅうとうぶ・こうとうぶ、英: Keio Shonan Fujisawa Junior & Senior High School）は、神奈川県藤沢市遠藤に所在し、中高一貫教育を提供する私立中学校・高等学校。
高等部は慶應義塾が設置・運営する国内の学校で唯一の男女共学の高等学校。
高等部において、第4学年（高等学校第1学年に相当）から混合してクラスを編成する併設混合型中高一貫校。慶應義塾湘南藤沢中等部においては、2019年度から、慶應義塾横浜初等部からの108名と外部または慶應義塾幼稚舎出身者108名から構成されている。
慶應義塾大学湘南藤沢キャンパス (SFC) 内に所在する。慶應義塾が設置・運営する学校で唯一の中高一貫校である。校舎は谷口吉生の設計。

## 概要
1992年、慶應義塾大学湘南藤沢キャンパス (SFC) に開校。SFCが、既存の学問の枠組みにとらわれることなく、21世紀の「問題発見・解決型教育」の創出を目的として設立された中で、「社会的責任を自覚し、独立自尊の精神を体現した未来の先導者」を育てることを目的として設立された。異文化交流と情報教育を軸とし、全体の25%程度を帰国子女が占める。隣接する慶應義塾大学環境情報学部、総合政策学部、看護医療学部との連携教育も行われている。
中等部は1-3年、高等部は4-6年と呼ばれ、中等部は6クラス、高等部は6クラスの併せて36クラスとなっている。慶應義塾幼稚舎からの進学者は概ね毎年5名程度となっている。2013年度に開校した慶應義塾横浜初等部から卒業生が内部進学し、それに伴い、2019年度入学生から、中等部が4クラスから6クラスに増設された。
高校受験に帰国生徒枠入試（約20名）と全国枠入試（東京・神奈川・千葉・埼玉の在住者は受験できない）（約30名）があり、慶應義塾普通部、慶應義塾中等部からの内部進学者を加えた高入生合計80名が入学する。中学受験では一般約120名、帰国子女約30名を募集している。学年ごとにクラス数が若干異なることがある。中高一貫制のため、本中等部から他の慶應系列校への編入は認められていない。
英語教育に力を入れている。英語科のネイティブの教師が十数人おり、高等部では、帰国生は週6時間、一般生は週2時間、ネイティブ教員の授業を受ける。1,2年は3つのレベル、3～6年はα・βの2クラスに分かれ、各生徒の英語力に適した教育が可能になっている。6年αクラスでは模擬国連に取り組み、英語力の集大成が発揮される。情報教育（メディア・リテラシー）においては、「低学年は実習重視、高学年は知識重視」であり、中等部段階で独自の科目「情報」を設けている。校内には生徒に貸し出すパソコンが約250台、タブレットが約350台あり、校内で無線LANに接続が可能である。
慶應義塾大学進学を視野に入れた教育内容となっている。

## カリキュラム
様々な問題に広い視点で解決できる力を培うため、5年生まではあえて教科を絞り込まずに幅広く科目を学び、基礎学力を養う。6年生ではI類（文系科目中心）、II類（理系科目中心）に分かれ、大学進学を見据えた高度な学びに臨む。I類では進路に合わせた論文実習に取り組む。週6日制である。

### 第2外国語（5,6年）
フランス語、ドイツ語、スペイン語、中国語、朝鮮語から選択し、同一言語を2年間学ぶ。

## 教育目標
- 多様性の中で育まれる生徒の「ability」を大切にする中高一貫・男女共学の学校です。生徒たちは皆、自分の個性に誇りを持ち、お互いの個性を尊重します。
- 各学年に英語母語話者の担任がおり、生徒は日本人の担任とは別の伝達方法を学びます。高等部では毎年全員がTOEFLを受験し、実力を試す機会があります。
- 本校の情報教育は、プログラミングだけではなく、幅広い情報の知識を持ち、これからの社会をどのように良くしていくかを考えられる人間の育成を目指しています。
- 慶應義塾で唯一、中学校と高等学校の間で空間と教育が途切れることのない一貫教育を行っています。中等部1年生～高等部3年生を「1年生」～「6年生」と呼びます。

## 交通
- 小田急江ノ島線・相鉄いずみ野線・横浜市営地下鉄ブルーライン湘南台駅 - 神奈川中央交通バス「湘23 慶応大学行」「湘24 笹久保経由慶応大学行」「湘25 急行・慶応大学行」「湘28 直行・慶応大学行」約15分「慶応中高等部前」下車
- JR東海道線（上野東京ライン・湘南新宿ライン）辻堂駅 - 神奈川中央交通バス「辻34 慶応大学行」約25分「中高降車場」下車

## 著名な出身者

### 文化
- 小泉徳宏（映画監督）
- 小佐野彈（歌人）※幼稚舎から
- はあちゅう（ブロガー）
- 渡邉康太郎（コンテクストデザイナー）
- カブキン（YouTuber、ミュージシャン）
- 高屋永遠 (美術家・画家)

### 放送
- 秋元優里（元フジテレビアナウンサー）
- 斉藤舞子（フジテレビアナウンサー）
- 松村未央（フジテレビアナウンサー）
- 飯島徹郎（NHKアナウンサー）
- 田中秀樹（NHKアナウンサー）
- 中川安奈[11]（元NHKアナウンサー）
- 保里小百合（NHKアナウンサー）
- 前田海嘉（元テレビ東京アナウンサー）
- 辻岡義堂（日本テレビアナウンサー）
- 宇佐美佑果（元テレビ朝日アナウンサー）
- 井澤健太朗（テレビ朝日アナウンサー）
- 菅原那緒子（元テレビ岩手アナウンサー）
- 吉田奈央（読売テレビアナウンサー）
- 白戸ゆめの（フリーアナウンサー、元瀬戸内海放送アナウンサー）
- 渕岡友美（気象予報士、元NHK契約キャスター）
- 高野真子（南海放送アナウンサー）
- 鈴木新彩（テレビ朝日アナウンサー）
- 小野桃果（テレビせとうちアナウンサー）
- 梶谷直史（フジテレビアナウンサー）
- 秦令欧奈（関西テレビアナウンサー）

### 芸能
- 藤井美菜（女優・タレント）
- 内山奈月（元AKB48チームBメンバー）
- 鈴木勝大（俳優）
- 溝渕俊介（ミュージカル俳優）
- 岡村いずみ（女優）※幼稚舎から
- 坂田慎一郎（元タレント）

### 音楽
- Taka（ONE OK ROCK）（中退）※幼稚舎から
- コムアイ（元 水曜日のカンパネラ）
- 関取花（シンガーソングライター）
- 竹渕慶（シンガーソングライター）
- 矢内景子（シンガーソングライター、作曲家、作詞家）
- 伊藤友季子（バレエダンサー）

### スポーツ
- 時煒（サッカー選手、フットサル選手）

### 政治
- 渡辺さち子（栃木県議会議員）
- 中村彩（政治評論家、コメンテーター、自民党都連都政対策副委員長）

### 学術
- 牛場潤一（神経科学者、慶應義塾大学理工学部教授）※幼稚舎から
- 牧兼充（経営学者、早稲田大学大学院経営管理研究科准教授）